# 金奉洙
金 奉洙（キム・ボンス、김봉수, 英語表記：Kim Bong-soo, 1962年11月30日 - ）は、韓国のテニス選手。ソウル特別市出身。
1986年のソウルでのアジア大会でシングルスとダブルスでそれぞれ金と銅のメダルを獲得した。1988年には全豪オープンのシングルス出場、だが1回戦でインドのラメシュ・クリシュナンに敗れた。同年にはソウルオリンピックの代表に選ばれ、シングルスで2回戦でフランスのアンリ・ルコントを破り3回戦まで進出、ダブルスでは1回戦でインドのビジャイ・アムリトラジとアナンド・アムリトラジのペアに敗れた。
その後は日本のツアーに参戦しており、1991年にイザワ・クリスマスオープン・テニストーナメントで優勝、1994年の全日本テニス選手権のシングルスでも準優勝を飾っている。